# .ai
ai. هو امتداد خاص بالعناوين الإلكترونية (نطاق) domain للمواقع التي تنتمي لأنغويلا.

## التسجيلات المستوى الثاني والثالث
تسجيلات داخل off.ai و com.ai و net.ai و org.ai متاحة بلا قيود في جميع أنحاء العالم. اعتبارًا من 15 سبتمبر 2009م، تتوفر التسجيلات من المستوى الثاني داخل .ai للجميع في جميع أنحاء العالم.
المجالات 100 دولار لكل فترة سنتين. اعتبارًا من ديسمبر 2017م، يدعم سجل ".ai" بروتوكول التزويد القابل للتوسيع. يبيع العديد من المسجلين الآن نطاقات ".ai". ومنذ ذلك الحين ، أصبح نطاق .ai ccTLD شائعًا أيضًا لدى شركات ومؤسسات الذكاء الاصطناعي.